# Nikon FA
La Nikon FA è una fotocamera SLR per pellicola 35 mm. Prodotta tra il 1983 e il 1989, è stata la fotocamera con messa a fuoco manuale ad avere la tecnologia più avanzata di quegli anni, aspetto che le valse, nel 1984, il prestigioso premio World Camera Award. È la prima Nikon a possedere la modalità a priorità di tempi, oltre quella programmata introdotta dalla precedente Nikon FG. Utilizza un otturatore elettromeccanico controllato da un oscillatore al quarzo, modalità manuale, a priorità di diaframmi, a priorità di tempi e programmata, tempi di posa da 1/4000 di secondo a 1 secondo. Per utilizzare la modalità a priorità di tempi, è necessario equipaggiarsi con ottiche di tipo AIs, prodotte ex novo insieme all'introduzione di questa fotocamera.
L'esposimetro TTL a 2 cellule al silicio si avvale della prima implementazione Matrix a 5 settori e consente lettura ponderata o a prevalenza centrale.
Solida e affidabile, è caratterizzata da un mirino luminoso in cui è possibile leggere le informazioni relative all'esposizione, ai tempi di posa e ai diaframmi. Una ghiera comanda la compensazione dell'esposizione da -2 EV a +2 EV con passi da 1/3 di stop. Può montare tutte le ottiche Nikkor e compatibili con baionette AI, AIs, AF, e anche le vecchie ottiche F purché modificate con attacco AI. Con le ottiche Nikkor di tipo G non è possibile modificare il diaframma, in quanto non è presente la ghiera relativa.
Il trascinamento della pellicola è manuale, ma con l'adozione del motore MD-15 espressamente dedicato, è possibile raggiungere 3,2 fotogrammi al secondo, questo dispositivo permette anche di alimentare elettricamente la fotocamera per utilizzare l'esposimetro e i tempi elettromeccanici.